# Heribert III. (Vermandois)
Heribert III. von Vermandois (* 954; † ca. 1000) war von 987 bis zu seinem Tod Graf von Vermandois.

## Herkunft
Heribert war, wie aus der Liste der Mitglieder des Hauses Vermandois in der Cathédrale de Paris in den Obituaires de Sens Tome I.2 hervorgeht, der älteste Sohn von Albert oder Adalbert I., Graf von Vermandois und Herr von Saint-Quentin, und seiner Frau Gerberga von Lothringen (in der Reihenfolge „Albertus comes, Girberga comitissa, Harbertus, Otto, Lewultus, ecc....“) (935–nach dem 7. September 978), Tochter von Giselbert von Lothringen und Gerberga von Sachsen, die in zweiter Ehe mit dem westfränkischen König Ludwig IV. dem Überseeischen verheiratet war.
Wie der Chronist Flodoard in seinen Flodoardi Annales bestätigt, war Albert oder Adalbert I. von Vermandois vierter Sohn von Heribert II. (880–943), Graf von Vermandois, Meaux, Soissons und Madrie und Vexin, Herr von Péronne, Senlis und Saint-Quentin und späterer Graf von Troyes. (Nachfahre des Königs von Italien, Bernhard, Enkel Karls des Großen) und Adele (ca. 895–ca. 931), einzige Tochter des Markgrafen von Neustrien und späteren Königs von Frankreich, Robert I, und Adele von Maine, erwähnt in den „Europäischen Stammtafeln“, Band II, Kap. 10 (nicht eingesehen). Die Chronica Albrici Monachi Trium Fontium, die sie 920 erwähnt, bestätigt die Verwandtschaft zwischen Heribert II. und Robert I.

## Leben
Heribert wird in zwei Dokumenten der Chartes de l’abbaye de Montierender mit dem Titel Graf der Franken erwähnt:
- das erste ist das Dokument Nr. 13 aus dem Jahr 968, in dem Heribert (Heribertus gloriosus Francorum comes) als domni Heriberti gloriosi comiti bezeichnet wird.[6]
- das zweite ist das Dokument Nr. 16 aus dem Jahr 980, in dem Heribert (Heribertus Francorum comes inclitus) sich selbst als domni Heriberti incliti Francorum comitis bezeichnet, zusammen mit seinem Sohn Otto (domni Odonis, comitis, filii sui).[7]

In einer Urkunde des fränkischen Königs Lothar wird Heribert als Pfalzgraf erwähnt.
Nach dem Tod König Ludwigs V. von Frankreich im Jahr 987 versuchte Albert nach Angaben des französischen Historikers Christian Settipani, eines Spezialisten für Genealogie und frühmittelalterliche Persönlichkeiten, sich der Wahl Hugo Capets zu widersetzen, musste sich aber schließlich beugen. Tatsächlich wurde Hugo am 3. Juli 987 in Noyon zum König proklamiert und gekrönt.
Kurz nach diesen Ereignissen starb Albert, Settipani zufolge ebenfalls im Jahr 987. Heribert trat die Nachfolge seines Vaters als Graf von Vermandois unter dem Namen Heribert III. an.
Das genaue Datum von Heriberts Tod ist nicht bekannt; sein ältester Sohn Albert wurde sein Nachfolger.

## Ehe und Nachkommen
Heribert hatte vor 980 Ermengarda geheiratet, die laut der Chronique de Saint-Bénigne die Tochter des Grafen Renard de Bar-sur-Seine war. Ermengarda soll auch einen zweiten Ehemann gehabt haben, Milon IV., Graf von Tonnerre. Es gibt starke Zweifel an der Reihenfolge der beiden Ehemänner, für einige Historiker war Heribert der erste und Milon der zweite; für andere war Milon der erste und Heribert der zweite. Wenn diese Hypothese zutrifft, wäre der Tod von Heribert III. vor 998, dem Jahr der zweiten Heirat von Ermengarda, eingetreten. Herbert hatte mit Ermengarda zwei Söhne.
- Albert (vor 980–ca. 1016), Graf von Vermandois, der in den Gesta Episcoporum Cameracensium als Bruder Graf Ottos (Alberto Vermandensi comiti, fratri Ottonis) erwähnt wird.[12]
- Otto (vor 980–ca. 1045), Graf von Vermandois, erwähnt als Graf Otto (Otto comes), in Obituaires de la province de Sens. Tome 1,Partie 1.[13]

### Primäre Quellen
- Annales, chronica et historiae aevi Saxonici. In: Monumenta Germaniae Historica. Tomus III (Latein, dmgh.de).
- Chronica et gesta aevi Salici. In: Monumenta Germaniae Historica. Tomus VII (Latein, dmgh.de).
- Chronica aevi Suevici. In: Monumenta Germaniae Historica. Tomus XXIII (Latein, dmgh.de).
- Molinier: Obituaires de la province de Sens. Tome 1, Partie 1 (Latein, bnf.fr).
- Molinier: Obituaires de la province de Sens. Tome 1, Partie 2 (Latein, bnf.fr).
- Chronique de L’Abbaye Saint-Bénigne de Dijon. (Latein, cbma-project.eu [PDF]).
- Charles Lalore: Collection des principaux cartulaires du diocèse de Troyes. 1875 (Latein, archive.org).
- Ernest Petit: Histoire des ducs de Bourgogne de la race capétienne, avec des documents inédits et des pièces justificatives. T (Latein, bnf.fr).

### Historische Literatur
- Louis Halphen: Francia: gli ultimi Carolingi e l’ascesa di Ugo Capeto (888–987). In: Storia del mondo medievale. Band II, 1999, S. 636–661 (italienisch).
- Christian Settipani: La Préhistoire des Capétiens. In: Patrick van Kerrebrouck (Hrsg.): Nouvelle histoire généalogique de l’auguste maison de France. Band 1, 1993 (französisch).